# Inquisition Symphony
Inquisition Symphony es el segundo álbum de estudio de la banda finlandesa Apocalyptica, publicado el 1 de mayo de 1998. 
Contiene versiones de Faith No More, Metallica, Sepultura, Pantera y tres temas originales.
Solo se extrajo un sencillo, «Harmageddon», publicado en 1998.

## Canciones
1. "Harmageddon" - 4:56
2. "From Out of Nowhere" - 3:11
3. "For Whom the Bell Tolls" - 3:12
4. "Nothing Else Matters" - 4:45
5. "Refuse/Resist" - 3:13
6. "M.B." - 3:59
7. "Inquisition Symphony" - 4:57
8. "Fade to Black" - 5:01
9. "Domination" - 3:32
10. "Toreador" - 4:22
11. "One" - 5:44

## Integrantes
- Eicca Toppinen - Chelo.
- Paavo Lötjönen - Chelo.
- Antero Manninen - Chelo.
- Max Lilja - Chelo.